# جوناثان سوليس
جوناثان سوليس (بالإسبانية: Jonathan Solis)‏ هو لاعب كرة الريشة غواتيمالي، ولد في 21 أغسطس 1993.

## وصلات خارجية
- جوناثان سوليس على موقع BWF.tournamentsoftware.com (الإنجليزية)
- جوناثان سوليس على موقع BWFbadminton.com (الإنجليزية)